# Road Wars – Willkommen in der Hölle
Road Wars – Willkommen in der Hölle (Originaltitel Road Wars) ist ein US-amerikanischer Actionfilm von Mark Atkins aus dem Jahr 2015. Produziert wurde der Film von The Asylum.

## Handlung
Die Menschheit befindet sich aufgrund eines Virus, dass betroffene zu an Vampire erinnernden Wesen verwandelt, in ihrem Niedergang. Nakada und Kevin befinden sich auf der Landstraße einer Wüste in ihrem leicht gepanzerten Fahrzeug. Bewaffnet mit einer Schrotflinte wird die Fahrt unterbrochen, da Nakada eine Toilette in einer Tankstelle aufsuchen muss. Kevin, der mit aussteigt, entdeckt eine vermeintliche Leiche und nähert sich dieser. Doch es handelt sich um einen Untoten, der ihm in die Hand beißt. Er schießt auf den Untoten, wodurch Nakada auf Kevin zu läuft. Dieser tankt das Auto, doch als er sie sieht, bittet er sie darum, ihn zu erschießen, da er infiziert wurde. Mit einem Schuss in seine Brust, beendet sie sein Leiden und zündet die Tankstelle an.
Unweit davon steht ein weiteres, gepanzertes Fahrzeug in der Wüste. Macon und Dirk, die Fahrer des Fahrzeugs, bestätigen Sichtungen von den rätselhaften Tagwanderen, Infizierte, die sich auch an Tageslicht bewegen können. Nach einem Schuss auf den vermeintlichen Tagwanderer nähern sie sich ihrem Opfer, um festzustellen, dass es sich um einen nicht infizierten Mann handelt. Der Mann, der sich selbst Thorn nennt, hat keine Erinnerung mehr an die Apokalypse. Daher wird vermutet, dass er einst von einem Vampir gebissen wurde, sich allerdings nicht verwandelte, sondern nur sein Gedächtnis verlor. Tatsächlich hat er Antikörper zur Bekämpfung der Infektion entwickelt, wie Ärztin Susan feststellt, hat aber keine Möglichkeit, aufgrund von nicht ausreichenden Ressourcen, ein Gegenmittel herzustellen.
Die nächtlichen Überfälle der Vampire häufen sich und werden immer schlimmer. Den wenigen Menschen geht darüber hinaus Munition aus. Nur ihrer Basis, die über frisches Wasser verfügt, verdanken sie ein halbwegs normales Leben. Gefahr droht außerdem von rivalisierenden Menschen. Kevin, der doch nicht starb, fungiert später als Versuchskaninchen für das Serum. Dadurch wird er zu einem Tagwanderer, einem Vampir, dessen Tageslicht immun ist.

## Hintergrund
Der Film entstand in California City und Rosamond in Kalifornien. In den USA erschien der Film am 5. Mai 2015. In Deutschland startete er am 22. Mai 2015 als DVD in den Videoverleih. Am 13. Juli 2018 erschien der Film in Deutschland als Blu-ray Disc. Es handelt sich um einen Mockbuster zu Mad Max: Fury Road aus demselben Jahr.

## Rezeption
„Brutaler Endzeit-Actionfilm als gesichtsloser Klon des „Mad Max“-Reboots aus der Billigproduktionsschmiede „The Asylum“. Schwach inszeniert, durch die unmotivierte Ergänzung von Zombie-Vampiren oft unfreiwillig komisch.“

Taliesin meets the Vampires zieht in dessen Review Parallelen zur Handlung des Films I Am Legend mit Will Smith in der Hauptrolle. Es wird die fehlende Dynamik im Film bemängelt, die schauspielerischen Leistungen werden als „passabel“ gewertet. Final erhält der Punkt 5,5 von 10 möglichen Punkten.
Jesse für Horrornews befindet, dass es sich um einen stärkeren Film des Studios The Asylum handelt. Die schauspielerischen Leistungen werden als „anständig“ aufgenommen. Bemängelt wird die Handlung und vor allem die Wende des Films gegen Ende.
Auf Rotten Tomatoes hat der Film einen Anteil positiver Zuschauerwertungen von 44 % bei unter 50 Bewertungen. In der Internet Movie Database hat der Film bei über 780 Stimmenabgaben eine Wertung von 2,9 von 10,0 möglichen Sternen (Stand: Juli 2023).